# Gare de Breuillet-Village
Ne doit pas être confondu avec Gare de Breuillet - Bruyères-le-Châtel.
La gare de Breuillet-Village est une gare ferroviaire française de la ligne de Brétigny à La Membrolle-sur-Choisille, située sur le territoire de la commune de Breuillet, dans le département de l'Essonne, en région Île-de-France.
C'est une gare de la Société nationale des chemins de fer français, (SNCF) desservie par les trains de la branche C4 du RER C.

## Situation ferroviaire
Établie à 59 mètres d'altitude, la gare de Breuillet-Village se situe au point kilométrique (PK) 42,749 de la ligne de Brétigny à La Membrolle-sur-Choisille entre les gares de Breuillet - Bruyères-le-Châtel et Saint-Chéron.

## Histoire
La première section de la ligne de Brétigny à Vendôme (144 kilomètres) est ouverte le 28 décembre 1865. La ligne est mise en double voie en 1901, puis électrifiée en 1924 (en 1 500 volts), mais uniquement sur la section Brétigny - Dourdan. Cette section fut intégrée dans la ligne C du RER en 1979.

## Fréquentation
De 2015 à 2020, selon les estimations de la SNCF, la fréquentation annuelle de la gare s'élève aux nombres indiqués dans le tableau ci-dessous.
| Année     | 2015    | 2016    | 2017    | 2018    | 2019    | 2020    |
| --------- | ------- | ------- | ------- | ------- | ------- | ------- |
| Voyageurs | 621 695 | 644 494 | 665 433 | 672 723 | 683 921 | 374 054 |

## Service des voyageurs

### Accueil
Gare de la SNCF, elle dispose d'un bâtiment voyageurs, avec guichet, ouvert tous les jours. Elle est équipée d'un affichage des horaires en temps réel et d'automates pour l'achat de titres de transport Transilien.

### Desserte
La gare est desservie par les trains de la branche C4 du RER C.

### Intermodalité
Un parc pour les vélos et un parking pour les véhicules y sont aménagés. La gare est desservie par les lignes 4552 et 4576 du réseau de bus Cœur d'Essonne et par les services de transport à la demande « TàD Cœur d'Essonne 4597 » et « TàD Pays de Limours ».